# Vlado Šćepanović
Vlado Šćepanović (Kolašin, Crna Gora, 13. studenog 1975. ) je crnogorski košarkaški trener te bivši košarkaš i reprezentativac SR Jugoslavije i Crne Gore. Tijekom igračke karijere igrao je na poziciji bek šutera.

## Karijera

### Igračka karijera
Šćepanović je karijeru započeo u Budućnosti s kojom je dva puta bio prvak SR Jugoslavije (ispred Partizana) da bi nakon tog uspjeha otišao u turski Efes Pilsen s kojim je te sezone osvojio turski kup. Poslije toga uslijedio je povratak u SRJ gdje s Partizanom (kao i s Budućnosti) osvaja dva nacionalna prvenstva.
To mu je omogućilo transfer u grčki Panathinaikos s kojim dvije godine uzastopno osvaja dvostruku krunu. Do kraja karijere igrao je još u Grčkoj za PAOK Solun i Panellinios te u Španjolskoj za Granadu i Murciju.

### Reprezentativna karijera
Kao mladi reprezentativac, Vlado Šćepanović je s odabranom vrstom bio brončani na svjetskim i europskim U21 prvenstvima kao i Mediteranskim igrama u Bariju. Izbornik Željko Obradović ga već sljedeće godine stavlja u seniorsku momčad koja je postala svjetski prvak a s Jugoslavijom je bio i europski prvak svladavši u finalu domaćina Tursku.
Raspadom tadašnje Srbije i Crne Gore na dvije nezavisne države, Šćepanović je nastupao za crnogorsku reprezentaciju na europskom prvenstvu u Litvi 2011.

### Trenerska karijera
Šćepanović 24. lipnja 2016. potpisuje ugovor s Budućnosti u kojoj nakon igračke započinje i trenersku karijeru da bi za manje od pola godine odstupio s tog mjesta. Jednu sezonu radio je kao asistent u njemačkom Brose Bambergu a istu funkciju obavlja danas u Partizanu.

## Osvojeni trofeji

### Klupski trofeji
| Klub                | Trofej          | Sezona / godina      |
| SR Jugoslavija      | SR Jugoslavija  | SR Jugoslavija       |
| ------------------- | --------------- | -------------------- |
| Budućnost Podgorica | Prvenstvo SRJ   | 1998./99., 1999./00. |
| Budućnost Podgorica | Kup SRJ         | 1996., 1998.         |
| Turska              |                 |                      |
| Efes Pilsen         | Turski kup      | 2001.                |
| SR Jugoslavija      |                 |                      |
| Partizan Beograd    | Prvenstvo SRJ   | 2001./02., 2003./04. |
| Partizan Beograd    | Kup SRJ         | 2002.                |
| Grčka               |                 |                      |
| Panathinaikos       | Grčko prvenstvo | 2004./05., 2005./06. |
| Panathinaikos       | Grčki kup       | 2005., 2006.         |

### Reprezentativni trofeji
| Europsko U20 prvenstvo |
| ---------------------- |
| 1996.                  |
| Svjetsko U21 prvenstvo |
| 1997.                  |
| Mediteranske igre      |
| 1997.                  |
| Svjetsko prvenstvo     |
| 1998.                  |
| Europsko prvenstvo     |
| 1999.                  |
| 2001.                  |